# Lago Parsteiner
El lago Parsteiner (en alemán: Parsteinersee) es un lago situado al noreste de la ciudad de Berlín, en el distrito rural de Barnim, en el estado de Brandeburgo (Alemania), a una elevación de 44 metros; tiene un área de 10.03 km².